# Opel Astra
Opel Astra este un automobil compact produs de Opel din 1991.

## Astra în lume
Se mai numește Vauxhall Astra în Regatul Unit, Buick Excelle XT în China, Chevrolet Astra/Vectra în America Latină și Saturn Astra în Statele Unite și Canada, dar Saturn nu se mai vinde deoarece marca a fost desființată. Să nu uităm și de Holden Astra care s-a comercializat în Australia până în 2009 deoarece era scumpă, și a fost înlocuită de Holden Cruze. Iar Chevrolet Vectra (Astra H) a fost înlocuit de Chevrolet Cruze.
Astra este acum fabricată în China (Buick), Germania (Opel), Regatul Unit (Vauxhall), Brazilia și Polonia.
Chevrolet Cruze (fost Lacetti) este un frate de al lui Astra bazat pe platforma Delta 2.

## Astra F (T92; 1992)
Astra F a debutat în Octombrie 1991. Începând cu succesorul lui Kadett E, Opel a adoptat numele Astra. Era oferit ca 3-5-uși hatchback, ca Sedan, și Break (Caravan). A fost oferit ca și Cabrio, desenat și construit de Bertone în Italia. Producția lui Astra F lua sfârșit în 1998, el fiind o mașină foarte populară la acea vreme.

### Premii
- 1992 – Semperit Irish Car of the Year
- 1993 & 1994 – South African Car of the Year

## Astra G (T98; 1998)

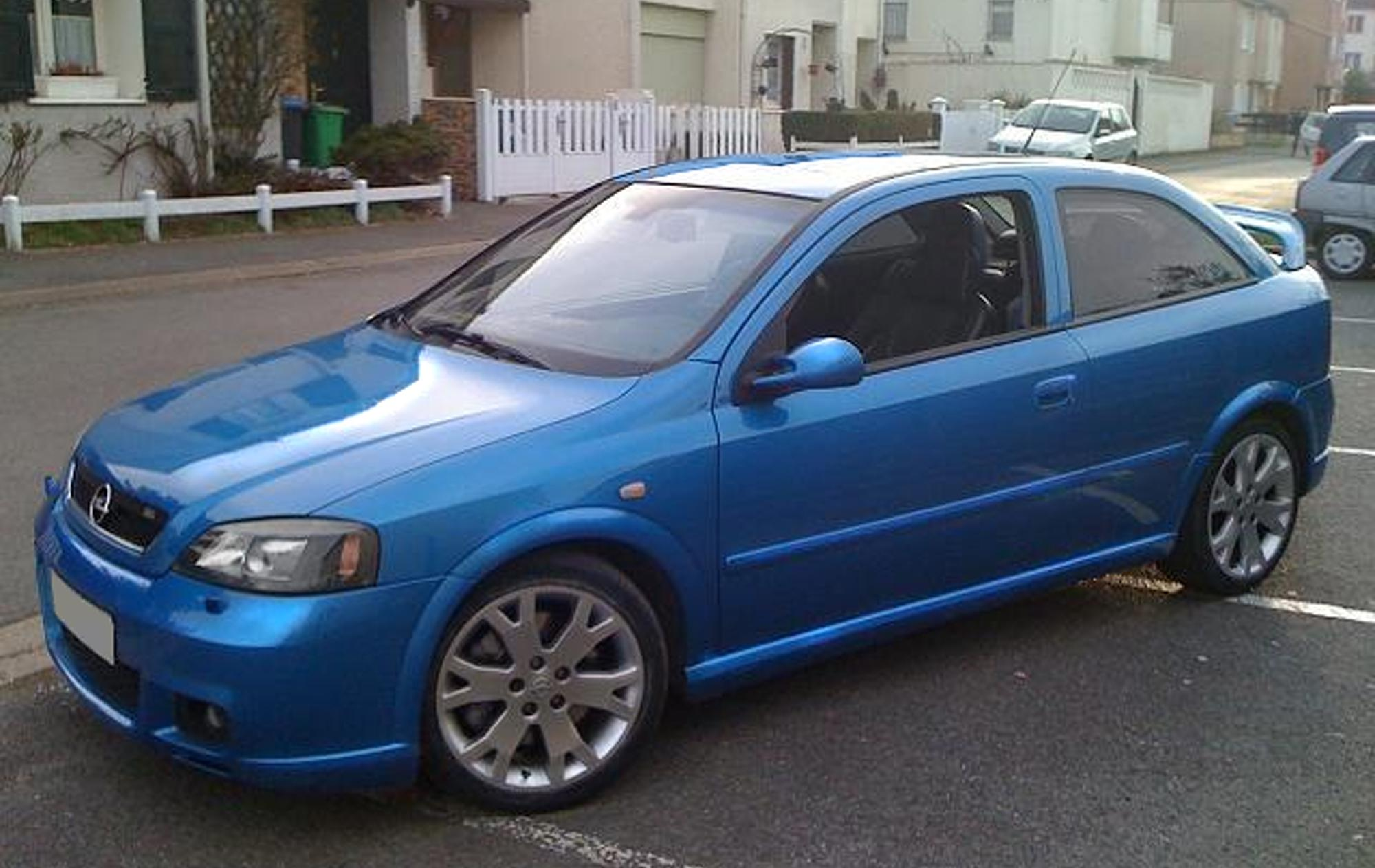
Opel Astra G cu 3 uși

Astra G apărut în anul 1998 a fost disponibil în variante de caroserie 3 uși, 5 uși, 4 uși (sedan), break (Caravan) iar din anul 1999 Coupe și Cabrio. Din anul 2004 până în 2009 Astra G își schimbă denumirea în Astra Classic pentru piața europeană sau Astra Twinport, pentru import.

## Astra H (A04; 2004)
O mașină în variantele Cabrio, Hatchback, Combi și Sedan lansată în 2004.
Cu motorizare de 1.4 twinport, 1.6 twinport, 1.8, 1.3 CDTI, 1.7 CDTI, 1.9 CDTI, 2.0, 2.0T.